# Vlag van Hordaland

Vlag van Hordaland

De vlag van Hordaland is op 1 december 1961 officieel ingesteld als de provincievlag van de Noorse provincie Hordaland. De vlag bestaat uit een gele kroon boven de twee gele gekruiste bijlen. Het motief is ontleend aan een wapen uit een brief over de kroning van Haakon Magnusson in 1344.
De vlag toont hetzelfde beeld als het gemeentewapen.
Op 1 januari 2020 fuseerde de provincie Hordaland met Sogn og Fjordane tot de nieuwe provincie Vestland waardoor het gebruik hiervan als provincievlag is komen te vervallen.

## Verwante afbeeldingen

Wapen van Hordaland